# Ariamnes hiwa
Ariamnes hiwa là một loài nhện trong họ Theridiidae.
Loài này thuộc chi Ariamnes. Ariamnes hiwa được miêu tả năm 2007 bởi Gillespie & Rivera.